# Fabio Zerpa
Fabio Zerpa (4 tháng 12 năm 1928, Rosario, Uruguay – 7 tháng 8 năm 2019) là một diễn viên, nhà cận tâm lý học và nhà nghiên cứu UFO người Uruguay. Ông cư trú tại Argentina từ năm 1951 trở đi.

## Tiểu sử
Fabio Zerpa đặt chân đến Argentina vào năm 1951. Sau sự nghiệp đóng phim ngắn ngủi, ông ngày càng quan tâm đến sự sống ngoài Trái Đất, đã nghiên cứu tâm lý học. Sau một vài năm điều tra, Zerpa bắt đầu khởi xướng những buổi diễn thuyết đầu tiên vào đầu những năm 1960. Năm 1966, ông tạo ra chương trình phát thanh Más allá de la cuarta dimensión (Vượt ra ngoài chiều thứ tư). Kể từ đó, Fabio Zerpa đã tường thuật về hơn 3.000 trường hợp nhìn thấy UFO và bị cáo buộc liên lạc với người ngoài hành tinh. Từ năm 2001, ông là giám đốc của tạp chí trực tuyến El Quinto Hombre (Người đàn ông thứ năm). Tháng 12 năm 2005, ông được bổ nhiệm làm đại sứ văn hóa của thành phố Colonia del Sacramento tại quê hương. Ông cộng tác với tạp chí sinh thái học và liệu pháp tự nhiên El Umbral của thành phố Buenos Aires vào năm 2010.

## Tác phẩm
- Un hombre en el Universo (Con người trong Vũ trụ, Cielosur – Argentina – 1975)
- El OVNI y sus misterios (UFO và những bí ẩn của nó, Nauta – Spain – 1976)
- Dos científicos viajan en OVNI (Hai nhà khoa học du hành bằng UFO, Cielosur – Argentina – 1977)
- Los Hombres De Negro y los OVNI (Người áo đen và UFO, Plaza & Janes – Spain – 1977)(Reedited by Planeta – Argentina in 1989)
- El reino subterráneo (Vương quốc bí mật, Planeta – Argentina – 1990)
- El mundo de las vidas anteriores  (Thế giới của những kiếp quá khứ, Planeta – Argentina – 1991)
- Apertura de lo insólito (Khởi sự bất thường, Club de Lectores – Argentina – 1991)
- Predicciones de la Nueva Era (Những lời tiên tri của Thời đại Mới, CS – 1992)
- La vida desde adentro (Sự sống từ bên trong, Beas – 1993)
- Los OVNIs existen y son extraterrestres (UFO tồn tại và họ là người ngoài hành tinh, Planeta – Argentina – 1994/5)
- Ellos, los seres extraterrestres (Họ, những sinh vật ngoài hành tinh, Ameghino – 1996)
- Los verdaderos Hombres De Negro  (Người áo đen thực sự, Ameghino – 1997)
- Predicciones para el nuevo siglo (Những lời tiên tri cho thế kỷ mới, H&H Editors – 1999)
- El Nostradamus de América – (Nostradamus của châu Mỹ, Ediciones Continente – 2003)
- Fabio Zerpa Tiene Razón. Biografía Desclasificada (Fabio Zerpa đã đúng. Tiểu sử được giải mật,đồng tác giả với Marcelo Daniel Gil. Atlántida, 2009)
- Ovni(s) Y ciudades intraterrenas. Investigación y verdad (UFO và các thành phố nội địa. Nghiên cứu và sự thật, Obelisco, 2012)
- Señales en el cielo (Dấu hiệu trên bầu trời, Sudamericana, 2017).